# Воинский эшелон (памятник)
«Воинский эшелон» —  воинский поезд во главе с паровозом Эр, установленный в качестве памятника в Волгограде у музея-панорамы «Сталинградская битва». Мемориальный комплекс сооружён в июне 2009 года и посвящён железнодорожникам и военным строителям, обеспечившим бесперебойное снабжение Сталинградского фронта военными грузами в период Сталинградской битвы.

## История
3 февраля 2008 года в Волгограде в музее-панораме «Сталинградская битва» в рамках празднования 65-летия победы в Сталинградской битве состоялась встреча совета ветеранов-железнодорожников Волгоградского отделения Приволжской железной дороги с президентом компании «РЖД» Владимиром Якуниным. На этой встрече было согласовано решение в качестве памятника железнодорожникам создать мемориальный комплекс «Воинский эшелон» из паровоза и вагонов довоенной постройки.
В 2008 году на заводе «Красный Октябрь» был найден паровоз Эр, который до этого долгое время находился на базе запаса станции Чир. Он подлежал переплавке, но взамен ему для переплавки был отдан другой паровоз, который не подлежал восстановлению, а этот был отправлен в Саратов на реконструкцию, которая заняла почти год. После частичного восстановления данный паровоз прицепным способом был доставлен в Волгоград. Работы по реставрации подвижного состава и его установке проведены работниками предприятий Волгоградского отделения Приволжской железной дороги.
В середине июня 2009 года отреставрированные паровоз и четыре вагона были установлены на постамент с рельсами у музея-панорамы «Сталинградская битва». Торжественное открытие мемориального комплекса «Воинский эшелон» состоялось 24 июня 2009 года во время визита в Волгоград V Ассамблеи начальников железных дорог России.
В 2020 году к 75-летию Победы в Великой Отечественной войне в составе мемориального комплекса появился новый экспонат — санитарный вагон. Такие вагоны во время войны  входили в состав санитарных поездов, эвакуировавших раненых в тыл. Внутри вагона планируется оборудовать экспозицию, которая будет рассказывать о том, как перевозили раненых и оказывали им медицинскую помощь. Санитарный вагон планируется использовать не только для экскурсий, но и для обучения студентов медицинских учреждений.
Помимо «Воинского эшелона» в Волгограде есть памятник паровозу Ов-5109, который установлен у локомотивного депо Волгоград и памятник паровозу Л у локомотивного депо Максим Горький.

## Описание
«Воинский эшелон» представляет собой стилизованный военный состав, в который вошли паровоз с тендером, крытый вагон «теплушка», вагон-цистерна для перевозки нефти и две универсальные платформы. В 2020 году две универсальные платформы были заменены на санитарный вагон. Кроме того перед составом установлен семафор, а рядом с кабиной паровоза находится колонка для заправки водой.

### Паровоз

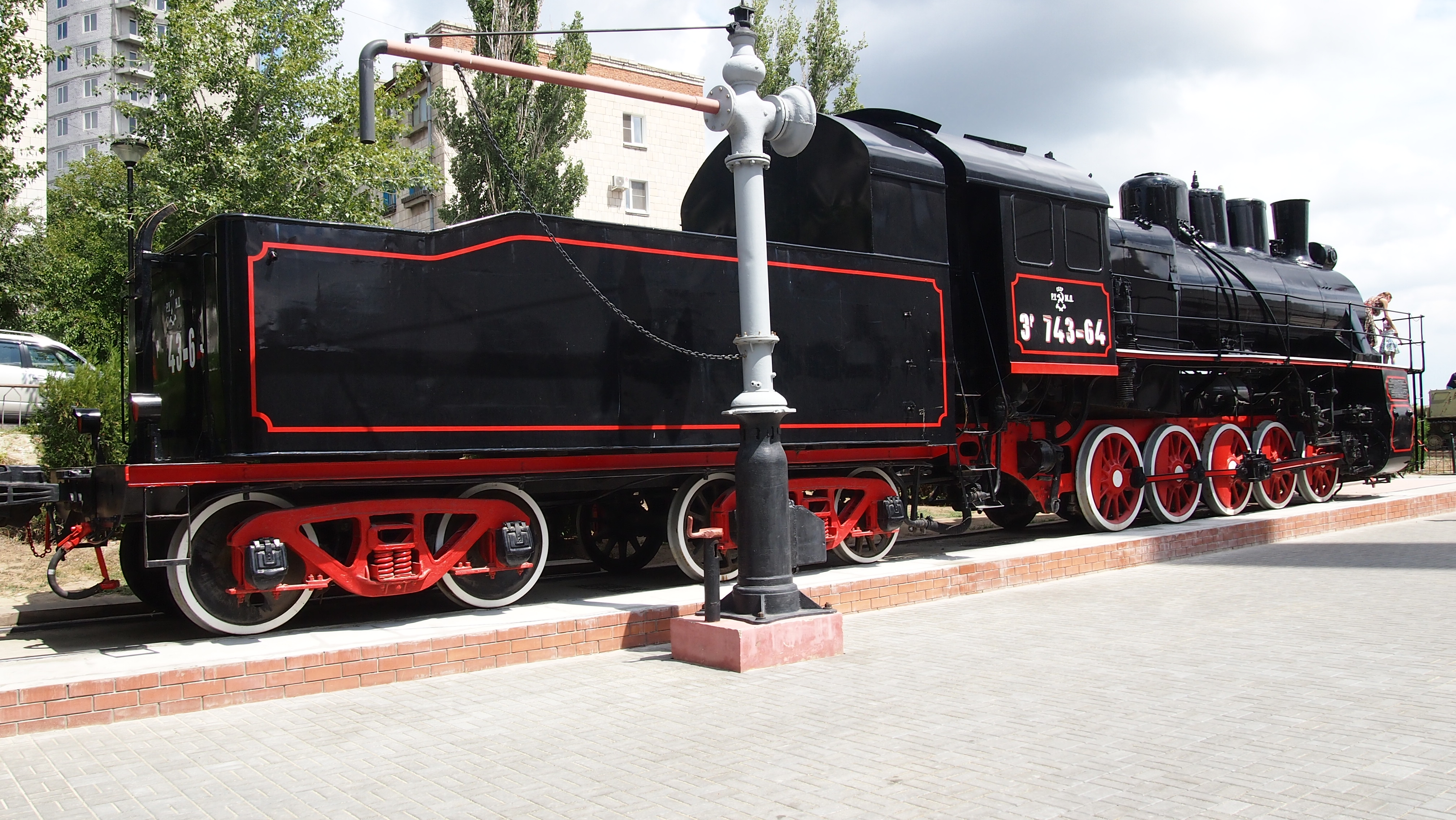
Паровоз с тендером и колонка для заправки водой

Паровоз Эр 743-64. Конструкторы Лопушинский Вацлав Иванович и Ломоносов Юрий Владимирович. В конце 1930-х годов паровозы серии Э были признаны наиболее подготовленными для воинских перевозок. Во время Великой Отечественной войны паровозами этой серии в основном комплектовались колонны паровозов особого резерва НКПС для доставки военных грузов непосредственно к линии фронта.
Паровоз построен на Луганском паровозостроительном заводе в 1935 году, заводской № 4711. Во время войны он эксплуатировался на Рязано-Уральской и Сталинградской железной дороге. При реставрации паровозу был нанесён номер Эр 739-99, который уже был присвоен другому локомотиву, поэтому после установки паровоза его перенумеровали в Эр 743-64. В сцепке с ним установлен тендер от паровоза Эр 743-31.
Технические характеристики: конструкционная скорость — 65 км/ч, максимальная мощность — 1400 л.с., длина паровоза с тендером — 21,5 м, вес паровоза в рабочем состоянии — 85 т, рабочее давление пара в котле — 14 кгс/см², отопление — угольное, запас угля — 15 т, запас воды — 28 м³.

### Вагоны
- Двухосный крытый вагон. Так называемая «теплушка» использовалась для перевозки личного состава Красной Армии в район Сталинградской битвы. Во время праздничных мероприятий его открывают для посетителей, для этого в нём устанавливают печку-буржуйку, керосиновый фонарь, лежаки, и прочие предметы обихода[12][13]. Технические характеристики: длина — 7046/6444 мм, ширина внутри — 2743 мм, высота внутри — 2222 мм, площадь пола — 17,56 м², полезный объём — 39 м³. Имеет стальную раму, остальные части кузова деревянные[14].
- Двухосная платформа. Использовалась для перевозки военной техники в район Сталинградской битвы. В разное время на платформе в виде экспонатов были установлены: «катюша» БМ-13, танк Т-34. Технические характеристики: длина — 6400 мм, ширина внутри — 2730 мм, высота бортов боковых/торцевых — 500/300 мм[15].
- Двухосная цистерна. Грузовой вагон для перевозки нефти и нефтепродуктов. Технические характеристики: база — 3900 мм, наружная длина котла — 6740 мм, внутренний диаметр котла — 2200 мм, грузоподъёмность — 25 т[16].
- Двухосная платформа с металлическими бортами. В разное время на платформе в виде экспонатов были установлены: полевая кухня, пушка ЗИС-3.
- Четырёхосный санитарный вагон. Был переделан из пассажирского вагона 1938 года выпуска, который до 2019 года стоял на станции Покровск в Саратовской области[6].

|                                      |                                                         |                                                              |                                   |
| Двухосная платформа с полевой кухней | Двухосная цистерна для перевозки нефти и нефтепродуктов | Двухосная платформа с гвардейским реактивным миномётом БМ-13 | Двухосный крытый вагон «теплушка» |

### Элементы инфраструктуры
- Семафор двухкрылый[10]. Устройство сигнализации использовавшееся как входной сигнал на станции для безопасного пропуска поездов. Установлен на станцию Паромная в 1938 году. Демонтирован в 2008 году[17].
- Колонка для заправки водой[10].